# Rota (đảo)
Rota (tiếng Chamorro: Luta) hay còn được gọi là "Đảo Hòa Bình", là đảo cực nam của Thịnh vượng chung Quần đảo Bắc Mariana thuộc Hoa Kỳ và là đảo cận cực nam của quần đảo Mariana. Nó cách Guam của Hoa Kỳ xấp xỉ 40 hải lý (74 km) về phía bắc-đông bắc. Songsong là ngôi làng lớn nhất và đông dân nhất trên đảo, thứ hai là làng Sinapalo (Sinapalu).

## Địa lý
Đảo Rota dài khoảng 11 dặm (18 km) và rộng 3 dặm (4,8 km). Đường bờ biển dài xấp xỉ 38 dặm (61 km). Điểm cao nhất là ngọn Manira, cao 495 mét (1.624 ft). Rota cách Guam 47 hải lý (87 km) về phía bắc, cách Tinian 63 hải lý (117 km) và cách Saipan 73 hải lý (135 km) về phía nam. Rota có hệ động thực vật đa dạng.